# Фалез (кантон)
Фалез (фр. Hérouville-Saint-Clair) — кантон во Франции, находится в регионе Нормандия, департамент Кальвадос. Входит в состав округа Кан.

## История
Кантон создан в результате реформы 2015 года. В его состав вошли упраздненные кантоны Фалез-Север и Фалез-Юг, а также большая часть кантона Морто-Кулибёф и отдельные коммуны кантона Бретвиль-сюр-Лез.

## Состав кантона с 1 января 2017 года
В состав кантона входят коммуны (население по данным Национального института статистики за 2018 г.):
- Бару-ан-Ож (74 чел.)
- Берньер-д’Айи (233 чел.)
- Боме (176 чел.)
- Бон-Тассийи (402 чел.)
- Боннёй (126 чел.)
- Версенвиль (477 чел.)
- Вик (71 чел.)
- Вилле-Каниве (750 чел.)
- Вилли-ле-Фалез (270 чел.)
- Винья (291 чел.)
- Дамбленвиль (240 чел.)
- Жор (300 чел.)
- Корде (155 чел.)
- Кроси (304 чел.)
- Курси (Кальвадос) (129 чел.)
- Ла-Огет (669 чел.)
- Ле-Детруа (87 чел.)
- Ле-Лож-Сольс (168 чел.)
- Ле-Маре-ла-Шапель (108 чел.)
- Ле-Мениль-Вильман (296 чел.)
- Ле-Мутье-ан-Ож (126 чел.)
- Лез-Иль-Бардель (63 чел.)
- Леффар (210 чел.)
- Луваньи (63 чел.)
- Мартиньи-сюр-л’Ант (323 чел.)
- Мезьер (436 чел.)
- Морто-Кулибёф (637 чел.)
- Норон-л’Аббеи (311 чел.)
- Норре-ан-Ож (91 чел.)
- Обиньи (308 чел.)
- Оландон (177 чел.)
- Пертвиль-Нер (243 чел.)
- Перьер (330 чел.)
- Пон-д’Уйи (985 чел.)
- Потиньи (2 077 чел.)
- Пьерпон (91 чел.)
- Пьерфит-ан-Сенгле (252 чел.)
- Рапийи (48 чел.)
- Рувр (221 чел.)
- Сасси (206 чел.)
- Сен-Жермен-Ланго (318 чел.)
- Сен-Мартен-де-Мьё (405 чел.)
- Сен-Пьер-дю-Бю (476 чел.)
- Сен-Пьер-Каниве (420 чел.)
- Суланжи (253 чел.)
- Сумон-Сен-Кантен (551 чел.)
- Трепрель (107 чел.)
- Уйи-ле-Тессон (580 чел.)
- Фалез (8 086 чел.)
- Фонтен-ле-Пен (356 чел.)
- Френе-ла-Мер (588 чел.)
- Фурно-ле-Валь (157 чел.)
- Фурш (227 чел.)
- Эпане (511 чел.)
- Эрен (331 чел.)
- Эрн (316 чел.)
- Юсси (864 чел.)

## Политика
На президентских выборах 2022 г. жители кантона отдали в 1-м туре Марин Ле Пен 30,2 % голосов против 27,3 % у Эмманюэля Макрона и 17,9 % у Жана-Люка Меланшона; во 2-м туре в кантоне победил Макрон, получивший 51,4 % голосов. (2017 год. 1 тур: Марин Ле Пен – 26,0 %, Эмманюэль Макрон – 21,2 %, Жан-Люк Меланшон – 19,1 %, Франсуа Фийон – 18,1 %; 2 тур: Макрон – 59,4 %. 2012 год. 1 тур: Франсуа Олланд — 30,4 %, Николя Саркози — 23,7 %, Марин Ле Пен — 19,5 %; 2 тур: Олланд — 56,3 %).
С 2021 года кантон в Совете департамента Кальвадос представляют член совета города Фалез Клара Деваэль-Кануэль (Clara Dewaële-Canouel) (Союз демократов и независимых) и мэр коммуны Уйи-ле-Тессон Жан-Ив Юртен (Jean-Yves Heurtin) (Разные правые).
|                | Кандидаты                          | Партия                   | Первый тур | Первый тур     | Второй тур | Второй тур |
| Кол-во голосов | Кандидаты                          | Партия                   | % голосов  | Кол-во голосов | % голосов  |            |
| -------------- | ---------------------------------- | ------------------------ | ---------- | -------------- | ---------- | ---------- |
|                | Клара Деваэль-Кануэль Жан-Ив Юртен | Разные центристы         | 3 599      | 48,89          | 4 288      | 56,99      |
|                | Дельфин Аллено Эрве Монури         | Левоцентристский блок    | 2 637      | 35,82          | 3 236      | 43,01      |
|                | Эрве Брассёр Эмили Майяр           | Национальное объединение | 1 125      | 15,28          |            |            |

|                | Кандидаты                          | Партия                        | Первый тур | Первый тур     | Второй тур | Второй тур |
| Кол-во голосов | Кандидаты                          | Партия                        | % голосов  | Кол-во голосов | % голосов  |            |
| -------------- | ---------------------------------- | ----------------------------- | ---------- | -------------- | ---------- | ---------- |
|                | Клара Деваэль-Кануэль Клод Летёртр | Союз демократов и независимых | 4 715      | 45,86          | 4 904      | 47,33      |
|                | Эрве Монури Анн Полле              | Социалистическая партия       | 2 911      | 28,31          | 2 970      | 28,66      |
|                | Кристиан Дюран Кристель Лешевалье  | Национальный фронт            | 2 655      | 25,82          | 2 488      | 24,01      |